# Claudio Boutelou i Agraz
Claudio Boutelou i Agraz   (Aranjuez, 1774 - Sevilla, 1842) va ser un agrònom i botànic espanyol d'ascendència francesa, germà del també botànic Esteban Boutelou (1776-1813), i avi o besoncle del catedràtic d'art i historia Claudio Boutelou i Soldevilla.
Des de 1790 a 1798 va romandre a Anglaterra i França, i amb pensió real, en companyia del seu germà Esteban, per estudiar botànica, agricultura i horticultura. Va obtenir el lloc de director del Reial Jardí Botànic de Madrid, que li va ser confirmat pel govern de Josep Bonaparte, durant el regnat del qual va aconseguir evitar la destrucció d'aquest jardí, que els francesos volien arrasar per destinar el seu emplaçament a obres de fortificació.
En asseure's al tron Ferran VII, fou deposat dels seus càrrecs, fins que se li destinà de catedràtic d'agricultura primer a Alacant i després a Sevilla. Fou redactor del Semanario de Agricultura, que sortia a Madrid, publicant nombrosos articles, molts d'ells en col·laboració amb el seu germà entre els quals esmentarem: Observaciones sobre las plantas y hierbas de que se componen los prados naturales y artificiales de Inglaterra, con sus nombres botánicos, según Linneo, los castellanos, ingleses y franceses (1797), y Arboles exóticos que prevalecen en Aranjuez y los que son indigenas del Sitio (1801). També col·laborà als Anales de Ciencias Naturales, en el que tractà en 1802 d'una Especie nueva de jacinto.
Entre d'altres obres publicà, una edició de lAgricultura general de G. H. Herrera, comentada i addicionada;
- Almanaque de hortelanos;
- Arboles frutales; su cultivo en general;
- Arboles y arbustos, razón de sus especies más raras;
- Elementos de Agricultura, Tratado del injerto, Ensayos que para la aclimatación y cultivo del arroz llamado de secano se han practicado en Sevilla.
- Epizootias ó enfermedades contagioses del ganado vacuno (traducció);
- Informe sobre la connaturalización y cultivo del cacao y del añil en Málaga;
- Tratado de las flores, en col·laboració amb el seu germà Esteban, reproducídos y mejorados respectivamente en 1813 i 1827 per Claudio;
- Nombre y cultivo de la planta llamada vulgarmente salicor;
- Discurso acerca del origen y progreso de la Agricultura, etc...